# Dwike Mitchell
Dwike Mitchell (eigentlich Ivory Mitchell Jr. , * 14. Februar 1930 in Dunedin, Florida; † 7. April 2013 in Jacksonville, Florida) war ein US-amerikanischer Jazzpianist.

## Leben und Wirken
Dwike Mitchell, der als Kind eine klassische Ausbildung am Piano erfuhr, wurde durch seine 56 Jahre währende Zusammenarbeit mit dem Waldhornspieler Willie Ruff bekannt, die von 1955 bis 2011 dauerte. Er arbeitete außerdem mit Lionel Hampton und Dizzy Gillespie. Billy Strayhorn komponierte für Mitchell und Ruff die Suite for Horn and Piano. Mitchell und Ruff lernten sich Ende der 1940er Jahre während der Ableistung des Militärdienstes bei der US-Army kennen; anschließend studierte Mitchell am Philadelphia Conservatory; 1954 spielten beiden Musiker in Hamptons Band, um 1955 eine eigene Formation zu gründen. 1959 unternahmen die beiden eine Tournee durch die Sowjetunion.
Über die Zusammenarbeit von Mitchell und Ruff schrieb William Zinsser das 1984 erschienene Buch Mitchell & Ruff: An American Profile in Jazz. Mitchell wirkte im Bereich des Jazz von 1959 bis 1983 bei 29 Aufnahmesessions mit.

## Diskographische Hinweise
- The Mitchell-Ruff Duo: Campus Concert (Epic, 1956)
- The Mitchell-Ruff Duo: Jazz Mission to Moscow (Roulette Records, 1959)
- The Mitchell-Ruff Duo: The Sound of Music by Rodgers and Hammerstein (Roulette, 1960)
- The Mitchell-Ruff Duo plus Strings & Brass (Roulette, 1960)
- The Mitchell-Ruff Duo: Jazz for Juniors (Roulette, 1960)
- Mitchell and Ruff: Brazilian Trip (Epic Records, 1967)
- Dizzy Gillespie and the Mitchell-Ruff Duo: In Concert (Mainstream Records, 1971)
- The Mitchell-Ruff Duo: Strayhorn: A Mitchell-Ruff Interpretation (Mainstream, 1972)
- Dizzy Gillespie and the Mitchell-Ruff Duo: Enduring Magic (Blackhawk Records, 1986)